# Karen Carpenter
Karen Anne Carpenter (New Haven, Connecticut, 1950. március 2. – Downey, Kalifornia, 1983. február 4.) amerikai énekesnő, dobos, aki Richard Carpenter nevű bátyjával közösen a The Carpenters nevű zenei duó tagja volt. Jellegzetes háromoktávos, kontrasztos énekterjedelmével társai kiváló énekesként tartották számon. Az anorexia elleni küzdelem és az amiatt történő halála később felhívta a figyelmet az étkezési zavarokra és a test diszmorfiájára.
A középiskolában kezdett el dobolni tanulni, majd az érettségi után csatlakozott a Long Beach állami kórushoz. Több évnyi turné és felvétel után 1969-ben a The Carpenters leszerződött az A&M Records kiadóhoz, majd óriási kereskedelmi sikereket ért el, és pozitív kritikákat kapott a 70-es években. Kezdetben Carpenter volt a csapat főállású dobosa, majd fokozatosan átvette a frontember szerepét, ahogyan az élő showban csökkent a dobos szerepe. Míg az együttes a 70-es évek végén szünetet tartott, Carpenter szólóalbumot vett fel, mely csak halála után jelent meg.

## Élete
Karen Anne Carpenter néven született 1950. március 2-án a Grace New Haven kórházban (most Yale New Haven kórház), New Havenben, Connecticutban. Édesanyja Agnes Reuwer (Tatum, 1915. március 5. – 1996. november 10.), édesapja Harold Betram Carpenter (1908. november 8. – 1988. október 15.) Harold a kínai Wuzhouban született, ahol a szülei misszionáriusok voltak. Ő Angliában egy bentlakásos iskolában tanult, mielőtt a nyomdaiparban helyezkedett el.
Carpenter egyetlen testvére, Richard, aki három évvel idősebb nála, már korán elkezdett érdeklődni a zene iránt, és zongora-csodagyerekké vált. Karen szeretett táncolni, és négyéves korában sztepptánc- és balettórákra járt.
A család 1963 júniusában Los Angeles külvárosába, Downey-be költözött, miután Haroldnak, az apának állást ajánlott egy korábbi üzlettársa. Carpenter 1964-ben lépett be a Downey High School iskolába 14 évesen, és egy évvel fiatalabb volt osztálytársainál. Csatlakozott az iskolai zenekarhoz, kezdetben azért, hogy elkerülje a tornaórákat. Bruce Gifford karmester, aki korábban a bátyját is tanította, odaadott neki egy glockenspielt, egy olyan hangszert, melyet nem szeretett. Miután megcsodálta barátja és osztálytársa, Frankie Chavez dobos előadását, aki kiskora óta játszott, és rajongott Buddy Rich jazzdobosért, Carpenter egy Ludwig márkájú dobkészletet szeretett volna, mert Joe Morello és Ringo Starr voltak a kedvencei, akik szintén ilyet használtak. Chavez rávette a családját, hogy vegyenek neki egy 300 dolláros (2020-ban ez 2500 dollárnak megfelelő) Ludwig-készletet, és elkezdett rajta tanulni, és játszani. A dobolás iránti lelkesedés oda vezetett, hogy megtanult bonyolult ütemeket is játszani, és tanulmányozta a különbséget a hagyományos és megfelelő markolat között. Egy éven belül olyan összetetten játszott, mint például Dave Brubeck a "Take Five" című művében.
Carpenter kezdetben ideges volt a nyilvános fellépések miatt, de azt mondta: "túlságosan benne vagyok a zenében ahhoz, hogy aggódjak miatta". 1967 tavaszán érettségizett a Downey High Schoolban, és megkapta a John Philip Sousa Band Award díjat, majd beiratkozott zenei szakra Long Beach államban, ahol Richarddal együtt lépett fel a főiskolai kórusban. A kórus igazgatója, Frank Pooler elmondta, hogy Karennek jó hangja volt, ami alkalmas arra, hogy popzenét énekeljen, és leckét adott neki, hogy háromoktávos hangtartományt alakítson ki.

## Karrier

### The Carpenters

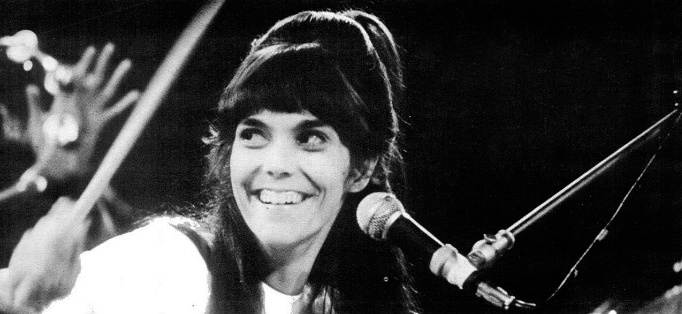
Karen dobol a színpadon a 70-es évek elején

Carpenter első együttese a Two Plus Two nevű lánytrió volt, melyet a Downey High iskolatársaival hozott létre. A csapat szétment, miután a lány javasolta, hogy Richard is csatlakozhasson a csapathoz. 1965-ben Karen, Richard és főiskolai barátjuk, Wes Jacobs basszusgitáros és tubás megalakították a Dick Carpenter triót. A banda naponta próbált, és jazzt játszott éjszakai klubokban, illetve szerepelt a You All-American College Show című tévés tehetségkutató műsorban is. Richardot lenyűgözte nővére zenei tehetsége, és azt mondta, hogy olyan gyorsan forgatja a dobverőket, mintha egy dobgyárban született volna. Ekkor még nem énekelt, helyette Margaret Shanor énekesnő lépett be néhány dalban. A trió szerződést írt alá az RCA kiadóval, és két instrumentális dalt is készített, de azok nem kerültek kiadásra.
1966 áprilisában a Carpenterst meghívták egy meghallgatásra, ahol jelen volt a jól ismert Joe Osborn basszusgitáros is, aki a Wrecking Crew stúdió zenészkollektívájának tagja volt. Karen bár eredetileg dobosnak számított, megpróbált énekelni, és mindenkit lenyűgözött jellegzetes hangjával. Osborn felvételi szerződést írt alá vele kiadójához, a Magic Lamp Recordshoz, és nem különösebben érdekelte Richard érdekeltsége.
1967-ben Jacobs otthagyta a triót, hogy a Juilliard Schoolban tanuljon, a Carpenter testvérek pedig más zenei stílusok után kezdtek érdeklődni. Gary Simsszel és John Bettisszel megalapították a Spectrum nevű formációt, amely a harmonikus énekhangzásra összpontosított, és sok demószalagot rögzítettek Osborn garázsstúdiójában, hogy kidolgozzák, hogyan lehet hangokat többsávos kazettára átszinkronizálni. Ezeket a felvételeket a lemeztársaságok elutasították. A csapatnak nehéz volt élő követőket bevonzani, mivel hangzásuk túlságosan különbözött az akkoriban a klubokban oly népszerű hard rocktól és pszichedelikus rocktól.
Az A&M Records végül 1969-ben szerződést kötött a Carpentersszel.  Karen a csapat dobosaként és énekeseként kezdte, így eredetileg minden vokált a dobok mögül énekelt. Ő énekelte az együttes legtöbb dalát a csapat első albumára, az Offeringre (később Ticket to Ride címen jelent meg). Bátyja az album tizenhárom dalából tízet írt, és közülük ötöt énekelt. A nyitó és záró dalt a két testvér együtt énekelte. A dobokon kívül Karen basszusgitáron is játszott két dalban, az "All of My Life"-ban és az "Eve"-ben Osborn irányítása alatt. Az "All I Can Do"-n 5/4-ben játszott, míg a "Your Wonderful Parade" című dal több pergő- és basszusdobot tartalmazott, mellyel egy menetelő zenekar hangját utánozta. A "Ticket to Ride" című dal egy The Beatles-feldolgozás, mely később az album címadó dala lett, és a Carpenters első kislemezeként jelent meg. A dal az 54. helyet érte el az amerikai Billboard Hot 100-on. A következő albumuk, a Close to You két slágert tartalmazott: a "(They Long to Be) Close to You" és "We've Only Just Begin" című dalokat, melyek a Hot 100-as listán az az 1., illetve a 2., helyezést érték el.
Karen mindössze 1,63 méter magas volt, így a közönség tagjai nehezen látták őt a dobok mögött. A kritikák arról panaszkodtak, hogy a csapatnak nincs fókuszpontja az élő műsorokban. Richard és a menedzser Sherwin Bash rávették, hogy álljon mikrofonhoz, és énekelje a banda slágereit, miközben egy másik zenész dobolt. (A korábbi Disney-egeres Cubby O'Brien dobolt, aki szintén a csapat tagja volt.) Karen kezdetben küzdött az élő fellépések alkalmával, mivel nagyobb biztonságban érezte magát a dobok mögött.  A Now & Then 1973-as megjelenése után az albumokon Carpenter általában többet énekelt, és kevesebbet dobolt. Ezek után ő lett az élő fellépések fókuszpontja. Bash azt mondta, hogy őt nézték az emberek. A Carpenters 1976-os koncertturnéjától kezdve, majd később egy showcase-t adott elő, melyben a színpadon járva különböző dobokon játszott. A stúdiózás során jót tett számára a mikrofonozás, mellyel megragadta hangjának árnyalatait, bár noha háromoktávos hangtartománya volt, a duó slágerei közül sok kiemelkedik az alacsonyabb kontrasztos éneklésből.
Carpenter mindig is "éneklő dobosnak" tartotta magát. Legfőképpen a Ludwig dobokat szerette, beleértve a Ludwig SuperSensitive dobverőt is, melyet nagyon kedvelt. Azonban nem minden Carpenters-felvételen ő dobolt.  Ő volt az egyetlen dobos a Ticket to Ride és a Now & Then stúdióalbumokon, kivéve a "Jambalayát". Hal Blaine szerint Karen sok albumon dobolt, és a legtöbb stúdiófelvételen is. Azonban amikor nem dobolt, Karennek volt információja Blaine részvételéről, és a nő jóváhagyta szerepét a stúdióban, mivel ő és Richard slágereket akart. A duó örült, hogy Blaine elvállalta a szerepet a stúdióban, mivel ő egy megbecsült session zenész volt, és könnyebb volt felvenni Carpenter énekét anélkül, hogy a dobok mögül énekelt volna. Blaine dicsérte Karen dobosképességeit, de úgy vélte, hogy a legnagyobb erőssége énekesként rejlik, és ügyesebbnek tartotta magát a stúdióban, mely más megközelítést igényel, mint a színpadi előadás. A Made in America-n Karen dobolt a Those Good Old Dreamsben Paulinho da Costával együtt, és szintén közreműködött a When It's Gone (It's Just Gone) című dalban is Larrie Londinnal közösen.
A 70-es évek közepén Richard Carpenter Metakvalon nyugtatófüggővé vált. A Carpenters gyakran lemondta a turné dátumait, és az 1978. szeptember 4-i Las Vegas-i koncertjük után teljesen abbahagyták a turnézást. 1980-ban Karen egy egyveleget adott elő Ella Fitzgeralddal a Carpenters televíziós műsorában, a Music, Music, Music című műsorban. 1981-ben az utolsó albumuk (Made in America) megjelenése után a csapat  promóciós körútra indult, és fellépett többek között a BBC Nationwide című műsorában is.
A "Now" volt az utolsó dal, amelyet Carpenter rögzített 1982 áprilisában. Bár Richard aggódott az egészségéért, mégis úgy gondolta, hogy a hangja jobban szólt, mint valaha.
Carpenter 32 éves korában szívelégtelenség következtében halt meg, az akkor még kevésbé ismert anorexia nervosa szövődményei miatt. Halála rámutatott az evészavarok láthatóságának és tudatosságának növekedésére. Élete és halála iránti érdeklődés számos dokumentumfilmet és filmet eredményezett. Munkásságát továbbra is dicsérték, többek között felkerült a Rolling Stone 2010-es Minden idők legjobb 100 énekesének listájára.

### Szólókarrier
Carpenter 1967-ben adta ki első felvételeit "Looking for Love" / "I'll Be Yours" címmel az Osborn's Magic Lamp kiadónál. A kislemezből mindössze 500 példányt jelentettek meg. 1979-ben, míg Richard egy év szünetet vett ki, hogy kezelje függőségét, Karen szólóalbumot készített Phil Ramone producerrel. A felvételek során a szokásos Carpenters-anyagtól eltérő zene született, mely inkább a diszkó és tempós dalok felé húzott, érettebb szövegekkel, és Karen felső énekhangjának teljes kihasználásával. Az album mérsékelt visszhangot kapott Richard és az A&M kiadó vezetőitől, és a lemezkiadó társtulajdonosa, Herb Alpert félretette azt, annak ellenére, hogy Quincy Jones próbálta meggyőzni egy újabb dal kiadását egy remix után. A kiadó ezek után 400 000 dollárt kért Carpentertől, hogy fedezze kiadatlan albuma felvételeinek költségeit, melyet a duó jövőbeni jogdíjaiból kellett fizetni. A szólóalbum egy része 1989-ben került kereskedelmi forgalomba, amikor néhány dala Richard remixével felkerült a Lovelines albumra, mely a Carpenters korábban kiadatlan anyagát tartalmazó utolsó album volt. 1996-ban megjelent a teljes szólóalbum Karen Carpenter címmel.

## Magánélete
Egyszer megházasodott, de aztán elvált.

## Diszkográfia

### Stúdióalbumok
| - Offering (később újra kiadták Ticket to Ride címen) (1969) - Close to You (1970) - Carpenters (1971) - A Song for You (1972) - Now & Then (1973) - Horizon (1975) - A Kind of Hush (1976) - Passage (1977) - Christmas Portrait (1978) - Made in America (1981) - Voice of the Heart (1983) - An Old-Fashioned Christmas (1984) - Lovelines (1989) - As Time Goes By (2001–2004) | - Karen Carpenter (1996), felvétel: 1979-1980 - "Looking for Love" (1966) - "If I Had You" (1989) - "Make Believe It's Your First Time" (1996) |